# Fiambre (plato guatemalteco)

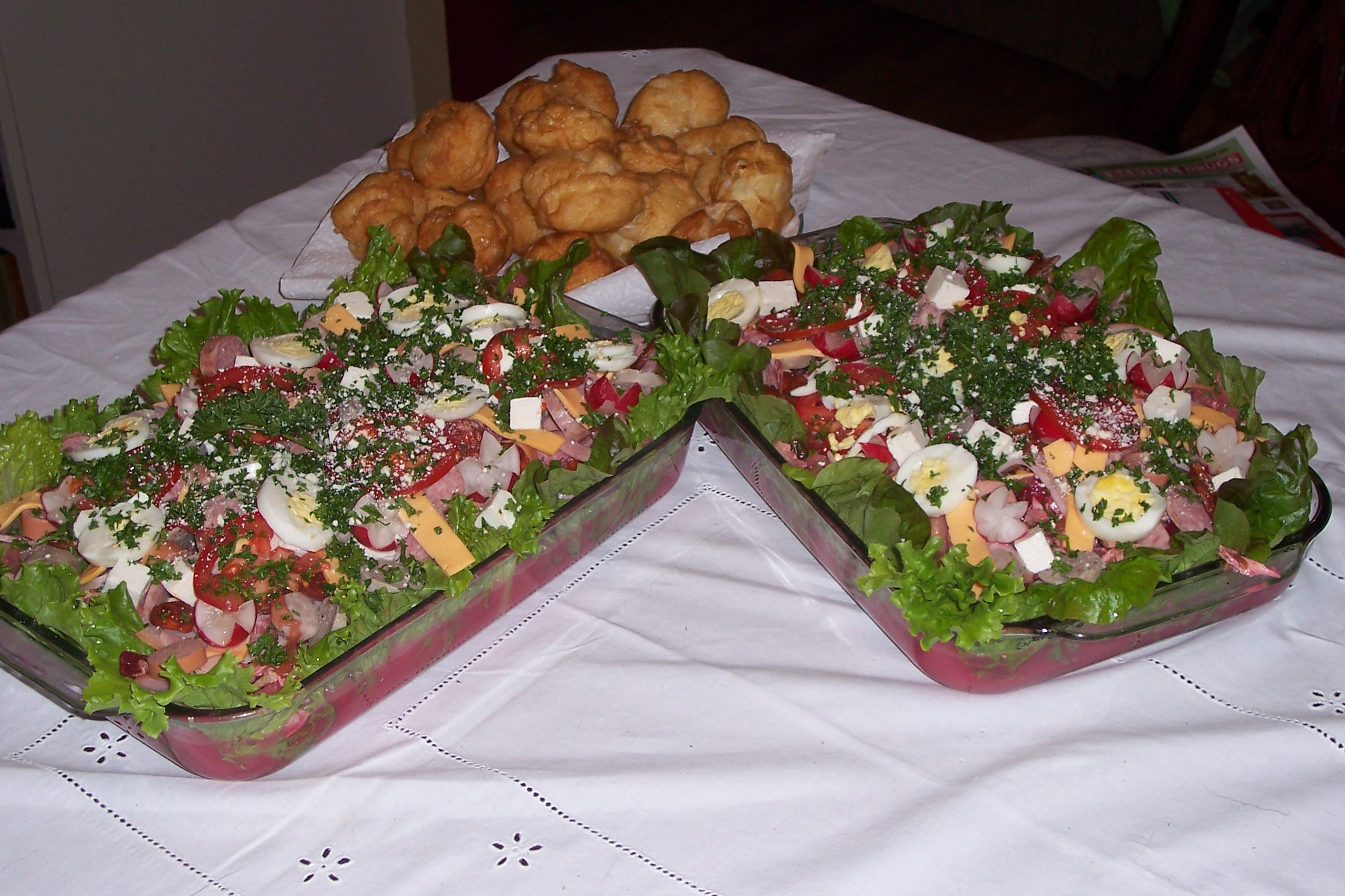
Fiambre Servido

El fiambre es un plato tradicional de Guatemala que se come el 1 de noviembre, día en el que se celebra en países con tradiciones católicas el Día de Todos los Santos. Es un tipo de ensalada fría que puede llegar a tener más de 50 ingredientes y, aunque no exista una única receta para elaborarla, sus ingredientes se pueden clasificar en cuatro grupos: carnes, embutidos, verduras encurtidas y quesos. Además lleva varios tipos de aderezo. Según la tradición, se cree que el fiambre es un medio de unión familiar entre vivos y muertos, por lo que es natural que algunos lo degusten en casa o el cementerio. El origen de este platillo se remonta a la época colonial, cuando los catalanes radicados en Guatemala preparaban en sus casas la Ensalada Catalana. Fue declarado Patrimonio Cultural Intangible de la Nación, a través del Acuerdo Ministerial 880- 2019, con el objetivo de preservar la tradición que enriquece los lazos familiares de todas las generaciones. 
En Guatemala, el fiambre es un platillo tradicional del mes de noviembre, el cual se prepara con carnes frías, embutidos y vegetales encurtidos sazonados de forma especial y se suele comer el día 1 y 2 del mes para celebrar el Día de Todos los Santos y el Día de Todos los Difuntos. Existen dos variantes principales: rojo y blanco, que se diferencian por el uso de remolacha (conocido en otros países como betabel) que proporciona el color rojo característico al fiambre.
El fiambre es una de las mejores expresiones de la tradición culinaria guatemalteca, dado que representa la multiculturalidad de Guatemala. Los habitantes mesoamericanos aportaron al platillo el curtido de verduras y los castellanos (españoles) los quesos y embutidos, que a su vez fueron aportados por los árabes. Dicha combinación peculiar se efectuó en las cocinas guatemaltecas.
A lo largo de los años, cada región le ha dado un sabor especial y cada hogar le proporciona un toque que lo hace memorable y digno de comerse solamente una vez al año. No importando la variante regional ni el lugar donde se sirve, se come en cualquier parte del país y brinda una agradable sensación al paladar, que viene de una larga experiencia culinaria, la cual mientras se prepara o se consume, tiene el propósito de recordar y dar homenaje a los seres queridos que ya no están presentes en vida.
En el fiambre se encuentra toda la identidad de varias subculturas de Guatemala, el uso de las verduras y su aderezado es herencia evidente del mundo prehispánico; el empleo de distintos tipos de carnes y embutidos, de ascendencia española, y el uso de quesos, alcaparras, aceitunas y otras especias, de auténtica herencia árabe.
Su origen fue la creatividad de las anónimas cocineras guatemaltecas que le dieron su connotación especial y nacional, lo cual hace del fiambre uno de los platillos más tradicionales y característicos de la gastronomía de Guatemala.